# 向信
向信（1484年—1522年），字秉誠，號竹溪，四川順慶府岳池縣人，明朝政治人物。

## 生平
正德五年（1510年）庚午科四川鄉試第囗十七名，正德六年（1487年）辛未科第三甲第四十一名進士。授河南府推官。征為浙江道監察御史，丁憂去官。嘉靖元年（1522年）北上入京，疏陳講學用賢六事。不久病卒。

## 家族
曾祖向法清；祖向全，贈□禮部郎中；父向時，德安知府；母雷氏（封宜人）；繼母王氏。具慶下，妻劉氏，兄仁；□；義（義官）；亨；貞，弟陽。